# Royal Stag
Royal Stag, también conocido como Seagram's Royal Stag, es un whisky indio lanzado en 1995. Está disponible en muchos países de todo el mundo en distintos tamaños de envase. Es la marca más vendida de Pernod Ricard por volumen. Es una mezcla de aguardientes de grano y maltas escocesas importadas. Se presenta en botellas de 1 litro, 750 ml, 375 ml y 180 ml, y también en botellas de 90 ml y 60 ml. La marca debe su nombre a una especie de ciervo famoso por su cornamenta, que también aparece en su logotipo. Se produce en varias destilerías propiedad de la empresa y de embotelladores. Fue la primera marca de whisky lanzada en la India que no utilizaba aromas artificiales.
Pernod Ricard ha identificado Royal Stag, junto con Seagram's Imperial Blue, Seagram's Blenders Pride, Chivas Regal y Seagram's 100 Pipers, como las cinco marcas principales de la empresa para desarrollar su negocio de bebidas espirituosas en la India. Royal Stag vendió 12,3 millones de cajas en 2011, superando a Absolut Vodka, para convertirse en la marca más vendida de Pernod Ricard en su cartera global de bebidas alcohólicas. Royal Stag vendió 18 millones de cajas en 2016.

## Historia
El whisky Seagram's https://emadira.com/top-whiskey-brands-in-india/ Royal Stag, una mezcla de aguardiente de cereales y maltas escocesas importadas, se lanzó en 1995.La marca redefinió el espacio de las bebidas espirituosas al no utilizar melaza y optar en su lugar por el aguardiente de cereales mezclado con maltas escocesas. Debe su nombre a una especie de ciervo conocido por su larga cornamenta.Es la primera marca de whisky lanzada en la India que no utiliza aromas artificiales.En diciembre de 2000, Pernod Ricard y Diageo adquirieron conjuntamente el negocio global de Seagram. Posteriormente, las dos empresas dividieron el negocio de Seagram basándose en el acuerdo marco firmado entre ellas y Royal Stag se convirtió en una marca de Pernod Ricard.
En el año natural 2001, Royal Stag vendía más de 125.000 cajas al mesy vendió aproximadamente 1,75 millones de cajas en 2002. Las ventas anualizadas de la marca durante el año natural 2004 superaron los 3 millones de cajas, y aumentaron hasta casi 4 millones de cajas en 2006.Royal Stag ocupó el segundo puesto entre las marcas indias de bebidas espirituosas en la lista de 2008 de Impact International de las "100 marcas más importantes en valor minorista", con un valor minorista de 505 millones de dólares.La marca registró unas ventas de 8 millones de cajas en 2009 y de casi 10,6 millones de cajas en 2010.
Royal Stag vendió 12,3 millones de cajas en 2011, desbancando a Absolut Vodka, que vendió 11,3 millones de cajas, para convertirse en la marca más vendida de Pernod Ricard en su cartera global de bebidas alcohólicas.
Pernod Ricard lanzó una versión premium de Royal Stag, llamada Royal Stag Barrel Select, en diciembre de 2011 en la India, el Golfo y algunos otros mercados asiáticos. En el mercado del whisky indio, Barrel Select se sitúa entre los segmentos de lujo y premium, ocupados por las marcas Royal Stag y Blenders Pride, respectivamente.CARTILS, una consultora de marcas y envases con sede en el Reino Unido, desarrolló el posicionamiento estratégico, la marca, la forma de la botella, el envase y el monocartón de Barrel Select. CARTILS consideró necesario mantener la familiaridad con la marca y, al mismo tiempo, elevar Barrel Select a un nivel más premium que Royal Stag, para evitar la canibalización de la cartera. La botella de Barrel Select tiene una forma rectangular similar a la de Royal Stag, pero se ha estrechado. La botella también presenta una ilustración dorada bicolor del ciervo en posición dominante que forma parte del logotipo de Royal Stag.

## Marketing
Royal Stag se sitúa en el segmento de lujo del mercado indio del whisky y su precio se dirige a la clase media alta de 25 a 40 años. El principal competidor nacional de la marca, en su nivel de precios, es el whisky McDowell's No.1 de United Spirits Ltd.Royal Stag también se enfrenta a la competencia de 8 PM Royale de Radico Khaitan, "Royal Crown" de Mason & Summers, los whiskies Royal Mist de United Spirits Ltd y Officer's Choice Black de Allied Blenders & Distilleries (ABD). Pernod Ricard ha identificado Royal Stag junto con Imperial Blue, Blenders Pride, Chivas Regal y 100 Pipers como las cinco marcas principales de la empresa para construir su negocio de bebidas espirituosas en India. Las 5 marcas se han dividido en 2 categorías: Chivas Regal y 100 Pipers pertenecen a la categoría "lifestyle business", mientras que las demás marcas, incluida Royal Stag, se designan como licor extranjero fabricado en la India (IMFL, por sus siglas en inglés) Se comercializa en botellas de 1 L, 750 ml, 375 ml y 180 ml, y también está disponible en botellas de 90 ml y 60 ml.El precio de Royal Stag en la India varía.
La publicidad de bebidas alcohólicas está prohibida en India por la Ley de Enmienda de la Red de Televisión por Cable (Regulación), que entró en vigor el 8 de septiembre de 2000. Para eludir la prohibición, los fabricantes de bebidas alcohólicas recurren a la publicidad indirecta o desarrollan propiedades asociadas. Royal Stag utiliza tres temas (Mega Movie, Mega Music y Mega Cricket) para promocionar la marca. Según el vicepresidente de marketing de Seagram India, Bikram Basu, "hemos desarrollado Royal Stag Mega Cricket y Royal Stag Mega Movies para promocionar la marca". Mega Cricket vende ropa de críquet y patrocina eventos de críquety Basu afirma que Mega Movies patrocina "alrededor de 8-10 estrenos nacionales de películas de Hollywood cada año". La marca utiliza a menudo a jugadores de críquet y estrellas de Bollywood en su publicidad. El eslogan de la marca es: "Es tu vida, hazla grande".
En 2006, un anuncio de Royal Stag en el que aparecía Harbhajan Singh sin turbante y con el pelo suelto sobre los hombros indignó a los sijs ortodoxos, que quemaron efigies en la ciudad de Amritsar. El clero sij y su órgano representativo, el Comité Shiromani Gurdwara Parbandhak (SGPC), exigieron a Singh que se disculpara y a Pernod Ricard India que retirara el anuncio, que el SGPC calificó de "representación ofensiva que ha herido los sentimientos de los sijs". Singh se disculpó más tarde diciendo: "Pido disculpas. Si he herido los sentimientos de mi pueblo, no era mi intención".
Un anuncio de Royal Stag en 2011 en el que aparecía Harbhajan Singh, le mostraba optando por no trabajar en la fábrica de rodamientos de bolas de su padre y centrarse en el críquet en su lugar. El anuncio termina con él preguntando al espectador, si con sus logros: "¿Lo he hecho grande?". El rival de Royal Stag, el whisky McDowell's No. 1 Platinum de United Spirits Ltd, se burló del anuncio en su spot protagonizado por Mahendra Singh Dhoni. El anuncio mostraba a un doble de Harbhajan fabricando rodamientos del tamaño de balones de gimnasia en la fábrica de su padre, preguntándole si lo había hecho "a lo grande", sólo para recibir una bofetada de su padre por incompetente. Dhoni dice entonces al espectador: "Zindagi main kuch karna hai to large chodo, kuch alag karo yaar"(Si quieres hacer algo en la vida, olvídate de lo grande, haz algo diferente yaar). El anuncio se considera un raro ejemplo de parodia en la publicidad sustitutiva. The Economic Times citó a un funcionario de la industria diciendo: "Es de mal gusto, este tipo de publicidad nunca se ha utilizado en la industria india del licor".Harbhajan envió un aviso legal a United Spirits Ltd el 18 de julio de 2011 alegando que el anuncio se burlaba de él, de su familia y de la comunidad sij. La notificación se envió a Vijay Mallya, al vicepresidente ejecutivo de UB, SR Gupte, al presidente y director financiero, Ravi Nedungadi, al presidente adjunto, Harish Bhat, y a la vicepresidenta ejecutiva (Asuntos Corporativos), Nandini Verma. Fue enviada por Avtar Kaur, madre de Harbhajan, a través de sus abogados, Dewani Advocates & Consultants. Kaur declaró que este tipo de anuncios provocaban"desunión y fricción" en el equipo de críquet indio y podían calificarse de "antinacionales". En la notificación también se exigía a la empresa que pidiera disculpas públicamente a la familia "a través de periódicos de gran tirada y de canales de televisión de forma destacada",que retirara el anuncio en un plazo de tres días a partir de la recepción de la notificación y una indemnización de 100.000 yenes (1.200 dólares estadounidenses).El Grupo United Breweries retiró el anuncio el 22 de julio de 2011 afirmando que lo había hecho "en interés del juego del críquet" y temiendo que el anuncio pudiera ser "utilizado indebidamente por intereses creados para promover su propia agenda". La empresa también declaró que la opinión de la dirección era que no había caso que mantener.

### Embajadores de marca
En 2002, Seagram contrató a ocho jugadores de críquet para promocionar Royal Stag: Harbhajan Singh (India), Marvan Atapattu (Sri Lanka), Wasim Akram (Pakistán), Glenn McGrath (Australia), Jonty Rhodes (Sudáfrica), Mervyn Dillon (Indias Occidentales), Stephen Fleming (Nueva Zelanda) y Andy Flower (Zimbabue). La campaña corrió a cargo de Ogilvy & Mather. Seagram gastó ₹2,5 millones de rupias (300.000 dólares) en esta promoción. Tras este contrato, en 2004, el Tribunal Civil de Pakistán dictaminó que Wasim Akram había herido los sentimientos de los musulmanes y se le impuso una multa de 25.000 rupias paquistaníes (238 libras) y se le ordenó pedir disculpas a la nación. El abogado de Akram mantuvo que éste nunca había aparecido en ningún anuncio de productos alcohólicos.
Otros jugadores de críquet que han sido embajadores de la marca o han aparecido en anuncios de Royal Stag son Gautam Gambhir, Jonty Rhodes, Mahendra Singh Dhoni, Ricky Ponting y Yuvraj Singh.
El primer anuncio de televisión de la marca, con Saif Ali Khan como embajador, se emitió en 2007. La campaña fue desarrollada por la agencia creativa Ogilvy & Mather. También contó con la participación de los jugadores de críquet Mahendra Singh Dhoni, Yuvraj Singh, Harbhajan Singh y Robin Uthappa. Según Bikram Basu, vicepresidente de marketing de Seagram India, "El anuncio de televisión pretende reforzar aún más el posicionamiento de la marca" Make it Large". La campaña define la actitud "más grande que la vida" asociada a Royal Stag. Se dirige a los jóvenes amantes de la fiesta del país, que aspiran a hacerlo a lo grande en todos los aspectos de su vida, y comunica el mensaje de la marca de una forma verdaderamente rápida e internacional"
El 10 de febrero de 2010, Pernod Ricard India anunció que había contratado a Shahrukh Khan, por una cantidad no revelada, como embajador de la marca Royal Stag, por un periodo de un año. En abril de 2013, el activista social T Satish Kumar y el líder estudiantil Banoth Amru Naik, del distrito de Nalgonda, en Andhra Pradesh, presentaron una denuncia ante la Comisión Estatal de Derechos Humanos (SHRC) contra el actor de cine telugu Mahesh Babu por promocionar Royal Stag. La anulación del acuerdo haría que Sri Lanka Cricket perdiera sus derechos a organizar partidos en el estadio.
En 2014 Pernod Ricard India anunció el fichaje de los actores de Bollywood Ranveer Singh y Arjun Kapoor como embajadores de la marca. El director general de Marketing, Raja Banerjee, declaró: "Creemos firmemente que el dúo dinámico representa los sueños de este país y, por tanto, reforzaría nuestro posicionamiento de marca". Sin embargo, mantuvieron que Shah Rukh Khan seguiría promocionando la marca.

### Patrocinio
La marca Royal Stag patrocina a menudo eventos musicales y deportivos. Patrocinó los partidos de la Sahara Cup en Toronto (Canadá) de 1996 a 1999. Bajo el nombre "Seagram's Royal Stag Mega Music", la marca patrocinó una gira musical por varias ciudades en la que participaron Strings, junto con Saif Ali Khan (entonces embajador de la marca) y la banda india de rock 'n roll Parikrama en enero de 2008. Royal Stag es el patrocinador principal de los Mirchi Music Awards.

## Ventas
En 2002, Seagram's Imperial Blue y Royal Stag se convirtieron en las marcas de mayor crecimiento en el mercado nacional. Royal Stag experimentó un aumento del 53% en sus ventas, pasando de 1,12 millones de cajas en 2001 a 1,75 millones de cajas en 2002.[9] En 2010, Royal Stag superó por primera vez la marca de los 10 millones de cajas y Pernod Ricard se convirtió en la primera empresa multinacional en superar esta marca en la India. En el mes natural de 2013, Royal Stag superó por primera vez las ventas al por menor por valor de más de 1.000 millones de dólares. Obtuvo un total de 1.300 millones de dólares en ventas al por menor.Royal Stag vendió 16,1 millones de cajas en 2014 y se mantuvo como el tercer whisky más vendido en la India desde 2011, por detrás de Officer's Choice y McDowell's No.1.
La siguiente tabla muestra las ventas anuales de Royal Stag:
| Año  | Ventas (en millones de cajas) |
| ---- | ----------------------------- |
| 2001 | 1.12                          |
| 2002 | 1.75                          |
| 2004 | 3                             |
| 2006 | 4.2                           |
| 2007 | 5.6                           |
| 2008 | 6.8                           |
| 2009 | 8.4                           |
| 2010 | 10.4                          |
| 2011 | 12.5                          |
| 2012 | 14                            |
| 2013 | 14.8                          |
| 2014 | 16.1                          |